# Lepanthes aures-asini
Lepanthes aures-asini är en orkidéart som beskrevs av Carlyle August Luer och Rodrigo Escobar. Lepanthes aures-asini ingår i släktet Lepanthes och familjen orkidéer. Inga underarter finns listade i Catalogue of Life.